# SEASONS COLOURS -秋冬撰曲集-
『SEASONS COLOURS -秋冬撰曲集-』（シーズンズ・カラーズ あきふゆせんきょくしゅう）は、松任谷由実（ユーミン）の「四季」をテーマにしたベスト・アルバム第2弾（初回生産限定盤:TOCT-26370/26371、通常盤:TOCT-26372/26373）2007年10月24日にEMIミュージック・ジャパンよりリリースされた。

## 解説
35周年特別企画。同じく四季をテーマにしたアルバム『SEASONS COLOURS -春夏撰曲集-』に続きリリースされた。
代表的なヒット曲から一般的にはあまり知られていないアルバム収録曲やアルバム未収録シングルまで、DISC1（秋編）とDISC2（冬編）に分けて最新デジタルリマスターを施し収録された。
長らくアルバム未収録であった「星のルージュリアン」が初収録された。
初回生産限定盤のみ「あの日にかえりたい （CM Version）」収録。キリンビール「キリンクラシックラガー」CMソングに起用された。
ジャケット写真はマイケル・ケンナの作品。アートディレクターは、信藤三雄。ポートレイト撮影は紀里谷和明。
初回生産限定盤のみ『SEASONS COLOURS -春夏撰曲集-』も収納可能なスペシャルボックス仕様。豪華デジパック仕様。
オリコンアルバムチャートでは3位に初登場、その週は前作の『〜-春夏撰曲集-』も77位に再浮上していた。

## 収録曲

### DISC1 ―Autumn Selection―
1. さざ波
4thアルバム『14番目の月』より。
ベスト・アルバム初収録
2. 9月には帰らない
5thアルバム『紅雀』より。
ベスト・アルバム初収録
3. 9月の蝉しぐれ
23rdアルバム『DAWN PURPLE』より。
ベスト・アルバム初収録
4. Good-bye Goes by
21stアルバム『LOVE WARS』より。
ベスト・アルバム初収録
5. 雨の街を
1stアルバム『ひこうき雲』より。
6. 旅立つ秋
2ndアルバム『MISSLIM』より。
ベスト・アルバム初収録
7. 青いエアメイル
7thアルバム『OLIVE』より。
8. ジャコビニ彗星の日
8thアルバム『悲しいほどお天気』より。
9. 星のルージュリアン
16thシングル
ベスト・アルバム初収録
10. りんごのにおいと風の国
7thアルバム『OLIVE』より。
ベスト・アルバム初収録
11. リフレインが叫んでる
20thアルバム『Delight Slight Light KISS』より。
12. NIGHT WALKER
14thアルバム『REINCARNATION』より。
13. 灯りをさがして
33rdアルバム『VIVA! 6×7』より。
ベスト・アルバム初収録
14. Forgiveness
34thアルバム『A GIRL IN SUMMER』より。
ベスト・アルバム初収録
15. Autumn Park
18thアルバム『ALARM à la mode』より。
16. 私のロンサム・タウン
13thアルバム『PEARL PIERCE』より。
ベスト・アルバム初収録
17. あの日にかえりたい (CM Version)
初回生産限定盤のみ収録のBONUS TRACK。未発表ヴァージョン。

### DISC2 ―Winter Selection―
1. ノーサイド
16thアルバム『NO SIDE』より。
2. 残されたもの
5thアルバム『紅雀』より。
ベスト・アルバム初収録
3. 木枯らしのダイアリー
16thアルバム『NO SIDE』より。
ベスト・アルバム初収録
4. 12月の雨
4thシングル、2ndアルバム『MISSLIM』より。
5. 真冬のサーファー
6thアルバム『流線形'80』より。
ベスト・アルバム初収録
6. SUGAR TOWNはさよならの町
17thアルバム『DA・DI・DA』より。
ベスト・アルバム初収録
7. 一緒に暮らそう
16thアルバム『NO SIDE』より。
ベスト・アルバム初収録
8. Walk on, Walk on by
27thアルバム『KATHMANDU』より。
ベスト・アルバム初収録
9. 忘れかけたあなたへのメリークリスマス
29thシングルc/w、28thアルバム『Cowgirl Dreamin'』より。
ベスト・アルバム初収録
10. 3-Dのクリスマスカード
18thアルバム『ALARM à la mode』より。
ベスト・アルバム初収録
11. ロッヂで待つクリスマス
6thアルバム『流線形'80』より
12. A HAPPY NEW YEAR
18thシングルc/w、12thアルバム『昨晩お会いしましょう』より。
13. BLIZZARD
16thアルバム『NO SIDE』より。
14. 雪だより
10thアルバム『SURF&SNOW』より。
15. かんらん車
6thアルバム『流線形'80』より。
ベスト・アルバム初収録
16. 雪月花
36thシングル、32ndアルバム『Wings of Winter, Shades of Summer』より。
ベスト・アルバム初収録
17. 冬の終り
24thアルバム『TEARS AND REASONS』より。
ベスト・アルバム初収録

- 作詞・作曲 : 松任谷由実、荒井由実 (1-1,1-5,1-6,1-17,2-4)　編曲 : 松任谷正隆、荒井由実＆キャラメルママ (1-5)、武部聡志 (1-17)

## 参加ミュージシャン
Disc 1 Autumn
DRUMS：林立夫 (#2, #5, #8, #10, #12, #15, #17) / 島村英二 (#14, #16) / Mike Baird (#1) / 村上”ポンタ”秀一 (#7) / 青山純 (#9) / Harvey Mason (#4) / Synclavier D.A.S (#11)
BASS：高水健司 (#2, #7, #8, #10, #12, #15～#17) / 細野晴臣 (#5) / Leland Sklar (#1) / 後藤次利 (#9) / Neil Stubenhaus (#13) / 美久月千晴 (#14)
ELECTRIC GUITARS：松原正樹 (#3, #4, #7, #10～#12, #16) / 鈴木茂 (#1, #5, #12, #17) / 今剛 (#8, #9, #15) / 市川祥治 (#11) / 鳥山雄司 (#14)
ACOUSTIC GUITARS：吉川忠英 (#2, #7, #8, #10, #12) / 瀬戸龍介 (#1, #6) / Dean Parks (#14) / 松原正樹 (#16)
12 STRINGS GUITARS：瀬戸龍介 (#6)
ACOUSTIC PIANO：荒井由実 (#5)
KEYBOARDS：松任谷正隆 (#1～#16) / 武部聡志 (#17)
PROGRAMMING：松任谷正隆 (#3, #13, #14)
SYNTHESIZER PROGRAMMING：浦田恵司 (#4, #12, #15, #16) / 山中雅文 (#3, #4) / 松武秀樹 (#8)
SYNCLAVIER PROGRAMMING：武新吾 (#3, #4, #11) / 井上剛 (#4) / Kevin Maloney、鈴木タケオ (#3)
PERCUSSION：斉藤ノヴ (#1, #2, #7～#10, #12, #15～#17) / Michael Fisher (#13)
TRUMPETS：数原晋、羽鳥幸次、白山文男、岸義和、竹田和三 (#9) / Jerry Hey、Gary Grant(#4)
FLUGEL HORNS：羽鳥幸次 (#10) / 数原晋 (#16)
TROMBONES：岡田澄雄 (#2, #9) / 新井英二 (#9) / 杉本勝行、数原晋、平内保夫 (#2) / Bill Reichenbach (#4)
FRENCH HORNS：小山亮、山田榮重、冨成裕一、梅田学 (#2)
SAX：Jake H. Concepcion (#9) / Larry Williams (#4)
FLUTE：衛藤幸雄 (#9)
STRINGS：Tomato Strings Ensemble (#2, #7～#10, #16) / 日色ストリングス (#12) / 前田ストリングス (#15) / Suzie Katayama Strings (#13) / 阿部雅士ストリングス (#14)
Tomato Strings Ensemble (#2) are
VIOLINS：日色純一、白井英治、渡邊穣、篠崎正嗣、大久保貞二、大下茂樹、秋山俊樹、戸田道代、斉藤なお、荻野照子
VIOLAS：遠山克彦、横井俊雄
CELLI：前田昌利、阿部雅士
Suzie Katayama Strings (#13) are
VIOLINS：Joel Derouin、Charllie Bishorai、Peter Kent、Berj Garabedian、Larry Greenfield、Michele Richards、Rachel Stegman、Mari Tsumura、Josephina Vergara、John Writtenberg
VIOLAS：Evan Wilson、Denyse Buffum、Pam Goldsmitb
CELLI：Larry Corbett、Suzie Katayama
ORCHESTRATION：David Campbell
阿部雅士ストリングス (#14) are
VIOLINS：栄田嘉彦、桐山なぎさ、村田幸謙、小倉達夫
VIOLA：鈴木民雄
CELLO：阿部雅士
HARP：山川恵子 (#2)
BACKGROUND VOCALS：桐ヶ谷仁、桐ヶ谷"Bobby"俊博 (#12, #15) / 平塚文子 (#12) / 白鳥英美子 (#15) / 山下達郎、吉田美奈子、大貫妙子 (#1) / 木戸やすひろ、比山貴咏史 (#11) / 広谷順子 (#11, #17) / Lilika、Leona、Clara、伊集加代子、和田夏代子、鈴木宏子、タイム・ファイブ (#16)
HORN ARRANGEMENT：Jerry Hey、松任谷正隆 (#4)
CHORUS ARRANGEMENT：山下達郎 (#1)
Disc 2 Winter
DRUMS：林立夫 (#1～#5, #7, #10～#15) / Mike Baird (#17) / John Robinson (#8)
BASS：高水健司 (#2, #3, #5, #7, #10～#12, #14, #15) / Leland Sklar (#16, 17) / Louis Johnson (#1, #13) / 細野晴臣 (#4)
ELECTRIC GUITARS：松原正樹 (#1, #3, #6, #7, #10, #12～#15, #17) / 鈴木茂 (#4, #11) / 山下達郎 (#5) / Dean Parks (#8) / Paul Jackson Jr. (#9)
ACOUSTIC GUITARS：吉川忠英 (#2, #4, #5, #11, #14, #17) / 瀬戸龍介 (#1, #3) / 松原正樹 (#15) / Michael Landau (#16)
12 STRINGS GUITARS：鈴木茂 (#4)
ACOUSTIC PIANO：松任谷由実 (#12)
KEYBOARDS：松任谷正隆
PROGRAMMING：松任谷正隆 (#8, #9, #16, #17)
SYNTHESIZER PROGRAMMING：浦田恵司 (#1, #3, #6, #7, #10, #12, #13) / 山中雅文 (#8, #9, #17)
SYNTHESIZER OPERATING：山中雅文 (#8, #9)
PERCUSSION：斉藤ノヴ (#1～#7, #10～#15) / Michael Fisher (#8, #9, #16, #17)
HARMONICA：Tom Morgan (#7)
SAX：Jake H. Concepcion (#3, #6, #13) / Ernest J. Watts (#6) / Dan Higgins (#8)
TRUMPETS：数原晋 (#13) / Jerry Hey、Gary Grant (#8)
FLUGEL HORNS：Jerry Hey、Gary Grant (#8)
TROMBONES： 新井英二 (#13) / Bill Reichenbach (#8)
FRENCH HORNS：沖田晏宏、松村正春 (#15)
FLUTE：衛藤幸雄 (#11, #14) / Dan Higgins (#8)
CLARINET：Jake H. Concepcion (#15)
CELLI：前田ストリングス (#1)
STRINGS：Tomato Strings Ensemble (#2, #11, #12, #14, #15) / 前田ストリングス (#3) / Suzie Katayama Strings (#9, #16)
Tomato Strings Ensemble (#2) are
VIOLINS：日色純一、白井英治、渡邊穣、篠崎正嗣、大久保貞二、大下茂樹、秋山俊樹、戸田道代、斉藤なお、荻野照子
VIOLAS：遠山克彦、横井俊雄
CELLI：前田昌利、阿部雅士
Suzie Katayama Strings (#9, #16) are
VIOLINS：Sid Page、Joel Derouin、Peter Kent、John Writtenberg、Michele Richards / Ezra Kilger、Kenneth Yerke、Jackie Brand、Harris Goldman、Eve Sprecher (#9) / Darius Campo、Mario De Leon、Bruce Dukov、Clayton Haslop、Sara Packins (#16)
VIOLAS：Roland Kato、Denyse Buffum (#9) / Carole Mukogawa、Sam Formicola、Darrin McCann、Jorge Moraga (#16)
CELLI：Dan Smith、Suzie Katayama (#9) / Larry Corbett、Steve Richards (#16)
ORCHESTRATION：David Campbell / 松任谷正隆 (#9)
HARP：山川恵子 (#15)
BACKGROUND VOCALS：桐ヶ谷仁、桐ヶ谷"Bobby"俊博、白鳥英美子 (#3, #6, #7, #13) / Sugar Babe (#4) / 山下達郎 (#5) / 杉真理 (#10)
HORN ARRANGEMENT：Jerry Hey (#8)
CHORUS ARRANGEMENT：山下達郎 (#4, #5) / 杉真理 (#10)